# Oulemendamba
Oulemendamba est un village du Cameroun situé dans le département du Haut-Nyong et la région de l'Est, sur la route qui relie Nguelemendouka à Doumaintang et à Doumé. Il fait partie de la commune de Doumé.

## Population
En 1965-1966, la localité comptait 172 habitants, principalement des Maka. Lors du recensement de 2005 on y dénombrait 186 personnes.